# Naruto: Trận chiến cuối cùng
Naruto: Trận chiến cuối cùng (Tựa gốc: The Last: Naruto the Movie) là một bộ phim anime Nhật Bản Naruto thứ 10 và kỉ niệm 15 năm anime và manga. Phim của đạo diễn Kobayashi Tsuneo và tác giả truyện Kishimoto Masashi. Phim được giới thiệu tại Jump Festa 2012. Phim dự kiến được công chiếu vào ngày 6 tháng 12 năm 2014, phim được làm lại từ phim đầu tiên trong truyện được phát hành hai năm sau phim trước đó. Trailer đầu tiên phim được ra mắt vào ngày 31 tháng 7 năm 2014.

## Nội dung
Bối cảnh của bộ phim là 2 năm sau Đại Chiến Thế giới ninja lần thứ 4 kết thúc, mặt trăng bắt đầu dịch chuyển gần về phía Trái Đất. Mặt trăng lúc này như một thiên thạch khổng lồ, nó có thể sẽ phá hủy tất cả mọi thứ. Một đồng hồ đếm ngược đến ngày tận thế được thiết lập, và thế giới phải đối phó với mối đe dọa này.
Trong khi đó, Otsutsuki Toneri, hậu duệ cuối cùng của Otsutsuki Hamura (dòng họ của Lục Đạo Tiên Nhân) đã xuất hiện và bắt cóc Hyuga Hanabi - em gái của Hinata - sau khi bắt cóc Hinata lần đầu bất thành.
Hinata và Naruto cùng với Sakura, Sai, Shikamaru đi làm nhiệm vụ giải cứu Hanabi. Theo linh cảm của Hokage Đệ Lục (Hatake Kakashi) thì việc những mảnh thiên thạch từ mặt trăng rơi xuống Trái Đất và việc Hanabi bị bắt cóc là có liên quan đến nhau. Trong khi làm nhiệm vụ, cả nhóm đã bị rơi xuống hồ Ký Ức chứa những quả bóng ký ức. Theo đó, Naruto đã biết về quá khứ của Hinata và việc cô ấy yêu Naruto đến mức nào. Anh còn biết được chiếc khăn choàng mà Hinata đan là dành cho mình. Anh dần nhận ra tình yêu của mình dành cho Hinata, bởi lẽ Hinata đã dành trọn tình cảm cho anh ngay cả khi sau đó cô ấy bị Toneri ép phải kết hôn và tự nguyện đi theo Toneri. Sau khi cảm thấy mình bị mất đi một người quan trọng và bị Toneri hút hết chakra, anh ấy đã đau đớn biết chừng nào. Và rồi anh ấy cũng hiểu ra và chìm đắm với tình yêu mà mình dành cho Hinata, và một cuộc giải cứu bắt đầu. Naruto đã chiến đấu cùng với Hinata, sau khi cuộc tranh đấu với Toneri thành công cùng với sự giúp đỡ của Hinata, anh đã nói với Hinata rằng mình yêu cô ấy và muốn ở bên cạnh cô ấy mãi mãi và thế là họ đã ôm nhau và chia sẻ nụ hôn đầu tiên của mình.

## Phân vai
| Nhân vật            | Diễn viên lồng tiếng Nhật |
| ------------------- | ------------------------- |
| Uzumaki Naruto      | Takeuchi Junko            |
| Hyuga Hinata        | Mizuki Nana               |
| Uchiha Sasuke       | Sugiyama Noriaki          |
| Haruno Sakura       | Nakamura Chie             |
| Otsutsuki Toneri    | Fukuyama Jun              |
| Nara Shikamaru      | Morikubo Showtaro         |
| Sai                 | Hino Satoshi              |
| Hatake Kakashi      | Inoue Kazuhiko            |
| Tsunade             | Katsuki Masako            |
| Rock Lee            | Masukawa Youichi          |
| Akimichi Choji      | Itō Kentarō               |
| Yamanaka Ino        | Yuzuki Ryōka              |
| Gaara               | Ishida Akira              |
| Hyuga Hanabi        | Asai Kiyomi               |
| Raikage đệ tứ       | Tezuka Hideaki            |
| Killer Bee          | Egawa Hisao               |
| Onoki               | Nishimura Tomomichi       |
| Terumi Mei          | Hino Yurika               |
| Umino Iruka         | Toshihiko Seki            |
| Sarutobi Konohamaru | Ōtani Ikue                |
| Hyuga Hiashi        | Tsuda Eizō                |

## Doanh thu
Trong tuần đầu, The Last kiếm được ¥515 triệu (US$4.35 triệu). Phim có doanh thu 1.29 tỉ Yen sau ba tuần. và vào cuối tháng 12 năm 2014, phim kiếm về 1.75 tỉ Yen (US$14.76 triệu) và trở thành top doanh thu phim chủ đề.